# Cipa
Cipa (rusky Ципа) je řeka v Burjatské republice v Rusku. Je 692 km dlouhá. Povodí má rozlohu 42 200 km². Na horním toku se řeka nazývá Horní Cipa (rusky Верхняя Ципа) a na středním toku Dolní Cipa (rusky Нижняя Ципа).

## Průběh toku
Pramení na Ikatském hřbetě a teče nejprve mezihorskou kotlinou. Poté protéká jezerem Baunt a pokračuje skrze hory Babanty. Na dolním toku protéká Vitimskou vysočinou, kde má horský charakter. Ústí zleva do Vitimu (povodí Leny), kde má klidný a pomalý tok. Hlavní přítoky jsou zprava Cipikan (prostřednictvím jezera Baunt), Amalat a Aktragda.

## Vodní režim
Zdroj vody je převážně dešťový. Průměrný roční průtok vody činí 270 m³/s. Zamrzá v říjnu a rozmrzá v květnu nebo v červnu. Do dna promrzá na 3 až 5,5 měsíců.